# Біологічні пестициди
Біологічні пестициди (Біопестициди, англ. Biopesticide) — кілька типів препаратів для  біологічної боротьби зі шкідниками, що містяться в живих організмах і продуктах їхньої життєдіяльності.
Термін має різні значення:
- В Євросоюзі під біопестицидами розуміють пестициди, одержувані за допомогою мікроорганізмів або з природних продуктів.[2]
- У США EPA розуміє під біопестицидами природні речовини, які контролюють шкідників, мікроорганізми, які контролюють шкідників і речовини, що продукуються рослинами за рахунок впроваджених генетичних матеріалів (plant-incorporated protectants, PIP).[3]

Біологічні інсектициди включають продукти на основі:
- Ентомопатогенні грибки (наприклад Metarhizium anisopliae)
- Ентомопатогенні нематоди (наприклад Steinernema feltiae)
- Ентомопатогенні віруси (наприклад Cydia pomonella грануровірус (CpGV))

Основні переваги мікробіологічних засобів захисту рослин:
- Висока ефективність при правильному застосуванні.
- Вибірковість дії щодо широкого спектра шкідливих комах і фітопатогенів.
- Висока екологічність.
- Можливість вирішення за допомогою мікробіологічних засобів захисту рослин проблеми стійкості популяцій комах-шкідників і фітопатогенів до хімічних пестицидів.
- Сумісність з хімічними та біологічними пестицидами.

#### Ресурси Інтернету
- Вікісховище має мультимедійні дані за темою: Біологічні пестициди
- Registered Biopesticides 04/29/02 [Архівовано 1 травня 2013 у Wayback Machine.] United States Environmental Protection Agency. Updated 29 March 2002. Retrieved 25 November 2011.
- International Biocontrol Manufacturers' Association [Архівовано 11 квітня 2021 у Wayback Machine.] (IBMA)
- Правила санітарної безпеки в лісах
- Біологічні пестициди
- Біологічні фунгіциди